# جيريمياه إتش. بيرسون
جيريمياه إتش. بيرسون هو محامي وقاضي وسياسي أمريكي، ولد في 13 سبتمبر 1766 في نيوارك في الولايات المتحدة، وتوفي في 12 ديسمبر 1855. نشط حزبياً في الحزب الجمهوري الديمقراطي. وقد انتخب عضو مجلس النواب الأمريكي ‏.